# Risco de crédito
O risco de crédito é o risco padrão em uma operação de crédito que surge quando o mutuário não é capaz de honrar as dívidas compromissadas.